# Симфориан (Матвеев)
Архимандри́т Симфориа́н (фин. Arkkimandriitta Simforian, в миру Пётр Ники́тич Матве́ев, фин. Pekka Matvejeff (Matfejev); 1892, Куопиоская губерния, Великое княжество Финляндское — 9 января 1981, Ново-Валаамский монастырь, Хейнявеси, Финляндия) — священнослужитель Финляндской архиепископии Константинопольского Патриархата, архимандрит; с 1969 по 1981 года — настоятель единственного в Финляндии православного мужского Ново-Валаамского монастыря.

## Биография
Родился в 1892 году в Куопиоской губернии на территории Великого княжества Финляндского. Проживал в Санкт-Петербурге. Окончил курс Нарвского национального народного училища.
10 июня 1906 года поступил в Валаамский монастырь. 23 декабря 1920 года пострижен в монашество на Московском подворье Валаамского монастыря. Проходил послушание в живописной мастерской, в экономской службе, в Сергиевском скиту (остров Валаам), в аптеке, а с 1934 года — в экономской конторе.
В 1926 году был осуждён церковным судом «за демонстративное выступление против начальства и духовной власти, за нарушение порядка и монастырского устава», лишён монашеской мантии до принесения покаяния за приверженность старостильной позиции.
8 декабря 1949 года утверждён благочинным Ново-Валаамского монастыря. 23 октября 1952 года митрополитом Ленинградским Григорием (Чуковым) рукоположён в Ленинграде в сан иеродиакона, а 24 октября — в сан иеромонаха и 5 ноября 1967 году избран наместником Ново-Валаамского монастыря.
1969 году избран настоятелем Ново-Валаамского монастыря и 10 июня возведён в сан игумена.
Скончался в 1981 году. Похоронен на братском кладбище Ново-Валаамского монастыря.

## Награды
- 1952 — золотой наперсный крест (от Патриарха Алексия I)
- 1955 — палица